# ノーサンプトン郡 (ペンシルベニア州)
ノーサンプトン郡（英: Northampton County）は、アメリカ合衆国ペンシルベニア州の東部に位置する郡である。人口は31万2951人（2020年）。郡庁所在地はイーストンであり、同郡で人口最大の都市はベスレヘムである。ノーサンプトン郡は1752年にバックス郡から分離して設立された。郡名はイングランドのノーサンプトンシャーから採られた。またイーストン市はカントリーハウスのイーストン・ネストンから採られた。
ノーサンプトン郡はペンシルベニア州のリーハイ・バレーに位置している。その北端はポコノ山地に接している。郡東部はデラウェア川に接し、ニュージャージー州との州境になっている。西はリーハイ郡であり、リーハイ・バレーの中でも人口が多い所である。
ノーサンプトン郡は鉱工業指向であり、無煙炭、セメントなど工業製品を産出している。ベスレヘム市のベスレヘム・スチールはかつて世界最大の鉄鋼メーカーだったが、2003年に閉鎖された。

## 地理
アメリカ合衆国国勢調査局に拠れば、郡域全面積は377平方マイル (977 km2)であり、このうち陸地374平方マイル (968 km2)、水域は4平方マイル (9 km2)で水域率は0.94%である。

### 交通

#### 空港
ノーサンプトン郡への出入りは、リーハイ・バレー国際空港 (IATA: ABE, ICAO: KABE)を利用できる。

#### 公共交通機関
郡内公共バス交通はLANTAと略称されるリーハイ・アンド・ノーサンプトン交通公社が担当している。ベスレヘムではシャトルバスのベスレヘム・ループが運行されている。

#### 主要高規格道路
- 州間高速道路78号線
- アメリカ国道22号線
- ペンシルベニア州道33号線
- ペンシルベニア州道611号線

### 隣接する郡
- モンロー郡 - 北
- ウォーレン郡 (ニュージャージー州) - 東
- バックス郡 - 南
- リーハイ郡 - 西
- カーボン郡 - 北西

### 国立保護地域
- デラウェア・ウォーターギャップ国立レクリエーション地域（部分）
- デラウェア川中域国立景観河川（部分）

## 郡政府
ノーサンプトン郡はホームルール憲章を採用していることで、州内6郡の1つである。郡政委員会と幾人かの役人によって運営される代わりに、郡執行役1人、カウンシルの議員9人、郡監査官1人、地区検事長1人を選挙で選ぶ。郡執行役、郡監査官、地区検事長およびカウンシルの議員5人は郡全体の投票で選ばれる。カウンシルの残り4人は小選挙区から選ばれる。郡役人は郡執行役が指名し、カウンシルで承認される。

## 人口動態
以下は2000年国勢調査による人口統計データである。
| 基礎データ - 人口: 267,066人 - 世帯数: 101,541 世帯 - 家族数: 71,078 家族 - 人口密度: 276人/km2（714 人/mi2） - 住居数: 106,710 軒 - 住居密度: 286軒/km2（110軒/mi2） 人種別人口構成（ ）内は2010年データ - 白人: 91.23% (81.0%) - アフリカン・アメリカン: 2.77% (5.0%) - ネイティブ・アメリカン: 0.15% (0.2%) - アジア人: 1.37% (2.4%) - 太平洋諸島系: 0.03% (0.0%) - その他の人種: 3.06% (3.8%) - 混血: 1.39% (2.2%) - ヒスパニック・ラテン系: 6.69% (10.5%) 先祖による構成 - ドイツ系：24.0% - イタリア系：14.0% - アイルランド系：8.8% - イギリス系：5.1% - アメリカ人：5.1% 言語による構成 - 英語：89.3% - スペイン語：5.5% | 年齢別人口構成 - 18歳未満: 23.3% - 18-24歳: 9.2% - 25-44歳: 28.3% - 45-64歳: 23.4% - 65歳以上: 15.7% - 年齢の中央値: 38歳 - 性比（女性100人あたり男性の人口） - 総人口: 94.8 - 18歳以上: 91.7 世帯と家族（対世帯数） - 18歳未満の子供がいる: 31.2% - 結婚・同居している夫婦: 56.4% - 未婚・離婚・死別女性が世帯主: 9.8% - 非家族世帯: 30.0% - 単身世帯: 24.7% - 65歳以上の老人1人暮らし: 11.2% - 平均構成人数 - 世帯: 2.53人 - 家族: 3.02人 |

## 政治
2010年1月時点でノーサンプトン郡には196,862 人の登録有権者がいた。
- 民主党: 98,451 (50.00%)
- 共和党: 65,975 (33.51%)
- その他の政党: 32,436 (16.48%)

近年のノーサンプトン郡は州内でも「激戦郡」と認識され、州全体での当選者が郡を制していることが多い。2004年11月の選挙では州全体の選挙の勝者が郡を制し、2008年の場合は民主党の当選者4人が全て郡を制した。州で落選した1人も現職検察長官に対して郡を制した。郡政レベルの選挙では民主党が支配する傾向にある。
郡は、アメリカ合衆国下院議員ペンシルベニア州第15、および第17選挙区に属し、2013年時点では共和党、民主党各1人の議員を選出している。
ペンシルベニア州議会上院では第16、第18、第24および第29選挙区に属しており、下院では第131、第133、第135、第136、第137第138および第183選挙区に属している。2013年時点で上院は共和党3人、民主党1人、下院は共和党4人、民主党3人を選出している。

## 都市と町

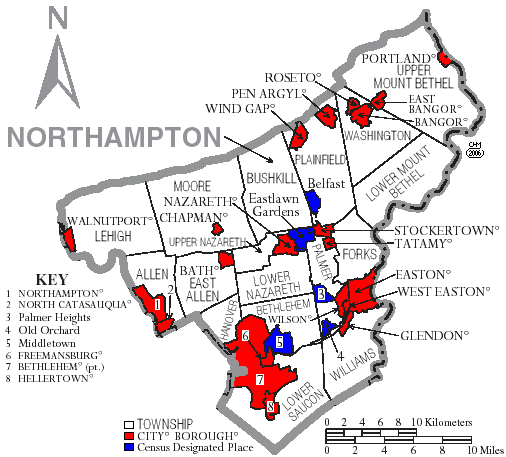
ノーサンプトン郡の自治体、ボロは赤、タウンシップは白、国勢調査指定地域は青

ペンシルベニア州法の下では4種類の自治体がある。市、ボロ、タウンシップ、町である。

### 都市
| - ベスレヘム （一部はリーハイ郡内） - イーストン - 郡庁所在地 |

### ボロ
| - バンガー - バス - チャップマン - イーストバンガー - フリーマンズバーグ | - グレンドン - ヘラータウン - ナザレス - ノースカタソーカ - ノーサンプトン | - ペンアーガイル - ポートランド - ロセト - ストッカータウン - タタミー | - ウォルナットポート - ウェストイーストン - ウィルソン - ウィンドギャップ |

### タウンシップ
| - アレン - ベスレヘム - ブッシュキル - イーストアレン - フォークス | - ハノーバー - リーハイ - ローワーマウントベセル - ローワーナザレス - ローワーソーコン - ムーア | - パーマー - プレーンフィールド - アッパーマウントベセル - アッパーナザレス - ワシントン - ウィリアムズ |

### 国勢調査指定地域
国勢調査指定地域はアメリカ合衆国国勢調査局が人口統計データを取るために設定した地域である。州法の下では実際の司法権が及ぶ範囲ではない。村などその他の未編入領域も下記に挙げる。
| - アッカーマンビル - ベルファスト - チェリービル - イーストローンガーデンズ - マーティンズクリーク | - ミドルタウン - オールドオーチャード - パーマーハイツ - ラウブスビル |

## 教育

### 高等教育機関
- ラファイエット大学、イーストン
- リーハイ大学、ベスレヘム
- モラヴィアン大学、ベスレヘム

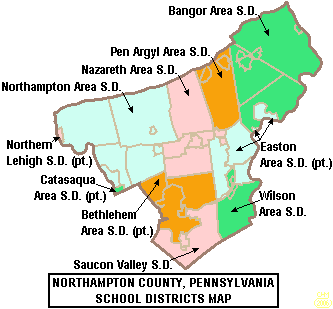
ノーサンプトン郡教育学区の区分図

- ノーサンプトン・コミュニティカレッジ（英語版）、ベスレヘム・タウンシップ

### 公共教育学区と高校
- バンガー地域教育学区
  - バンガー地域高校、アッパーマウントベセル・タウンシップ
- ベスレヘム地域教育学区
  - フリーダム高校、ベスレヘム
  - リバティ高校、ベスレヘム
- カタソーカ地域教育学区
  - カタソーカ高校、ノーサンプトン
- イーストン地域教育学区
  - イーストン地域高校、パーマー・タウンシップ
- ナザレス地域教育学区
  - ナザレス地域高校、ナザレス
- ノーサンプトン地域教育学区
  - ノーサンプトン地域高校、ノーサンプトン
- ペンアーガイル地域教育学区
  - ペンアーガイル地域高校、ペンアーガイル
- ソーコンバレー教育学区
  - ソーコンバレー高校、ヘラータウン
- ウィルソン地域教育学区
  - ウィルソン地域高校、ウィルソン

### チャータースクール
リーハイ・バレー芸能チャーター高校、ベスレヘム

### 私立高校
- ベスレヘム・カトリック高校、ベスレヘム
- ホリー・ファミリー学校、ナザレス
- モラビアン・アカデミー、ベスレヘム
- ノートルダム高校、ベスレヘム・タウンシップ
- ピウス X 高校、バンガー
- グッドシェパード・カトリック学校[6]、ノーサンプトン

## 公園とレクリエーション
郡内には2つの州立公園がある。
- デラウェア運河州立公園、デラウェア川に沿った昔のデラウェア運河の経路を辿る、ノーサンプトン郡のイーストンからバックス郡のブリストルまで
- ジェイコブスバーグ環境教育センター

## 著名な出身者
- マルコ・アンドレッティ、ブロの自動車レースドライバー
- マリオ・アンドレッティ、ブロの自動車レースドライバー
- マイケル・アンドレッティ、ブロの自動車レースドライバー、レーシングチームのオーナー
- ジョナサン・フレイクス、映画監督、俳優
- ラリー・ホームズ、プロボクシング・世界ヘビー級チャンピオン
- ダニエル・デイ・キム、韓国出身の俳優
- アルド・レイ、俳優
- ブライアン・シュナイダー、メジャーリーグベースボール選手、フィラデルフィア・フィリーズ
- ジョナサン・テイラー・トーマス、俳優
- ジョージ・ウォルフ、ペンシルベニア州知事（在任1829年-1835年）